# Canthium merrillii
Canthium merrillii là một loài thực vật có hoa trong họ Thiến thảo. Loài này được (Setch.) Christoph. mô tả khoa học đầu tiên năm 1935.